# Hungria no Festival Eurovisão da Canção
A Hungria participou 17 vezes no Festival Eurovisão da Canção.
A primeira participação teria sido de Andrea Szulák em 1993, mas uma fase de qualificação foi instalada apenas para os países do ex-bloco do Leste e o país não se conseguiu qualificar para o certame.
A primeira participação real foi a de Friderika Bayer em 1994, acabando em 4º lugar, a sua melhor classificação até hoje, chegando a liderar o quadro de votação. No entanto, a Hungria não foi tão bem sucedida no ano seguinte, conquistando apenas 3 pontos, sofrendo outra não-qualificação em 1996, desistindo a partir de 1998, voltando em 2005, quando alcançou 12º lugar na final, para voltar a desistir no ano seguinte.
Regressando em 2007, o país fez-se representar por Magdi Rúzsa, a vencedora do 3 ª temporada do Megasztár (um show de talentos húngaro), terminando em 9º lugar com a canção "Unsubstantial Blues", sendo a primeira vez que a Hungria se fez representar com uma canção em inglês. Porém, o país não se conseguiu qualificar para a final nos dois anos seguintes e desistiu em 2010.
A Hungria acabaria por regressar em 2011, qualificando-se sempre para a final, à exceção de 2019
O país voltou a retirar-se em 2020, em que, apesar da razão oficial ter sido a continuação da final nacional A Dal para "apoiar as valiosas produções criadas pelos talentos da música pop húngara diretamente" em vez de participar do concurso, a retirada ocorreu durante um aumento do sentimento anti-LGBTQ+ entre a liderança da Hungria e da emissora.

## Galeria

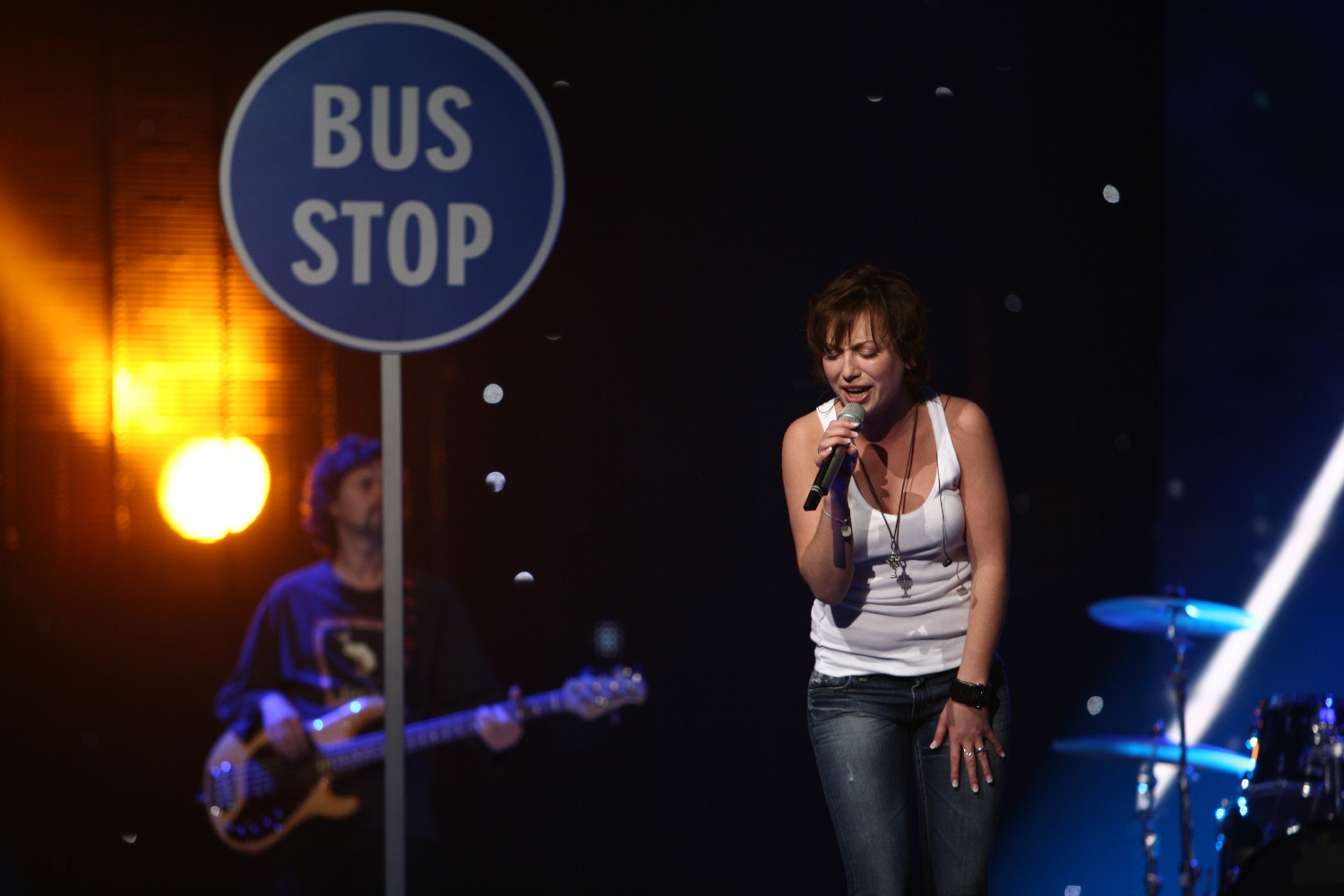
Magdi Rúzsa em Helsínquia  (2007)
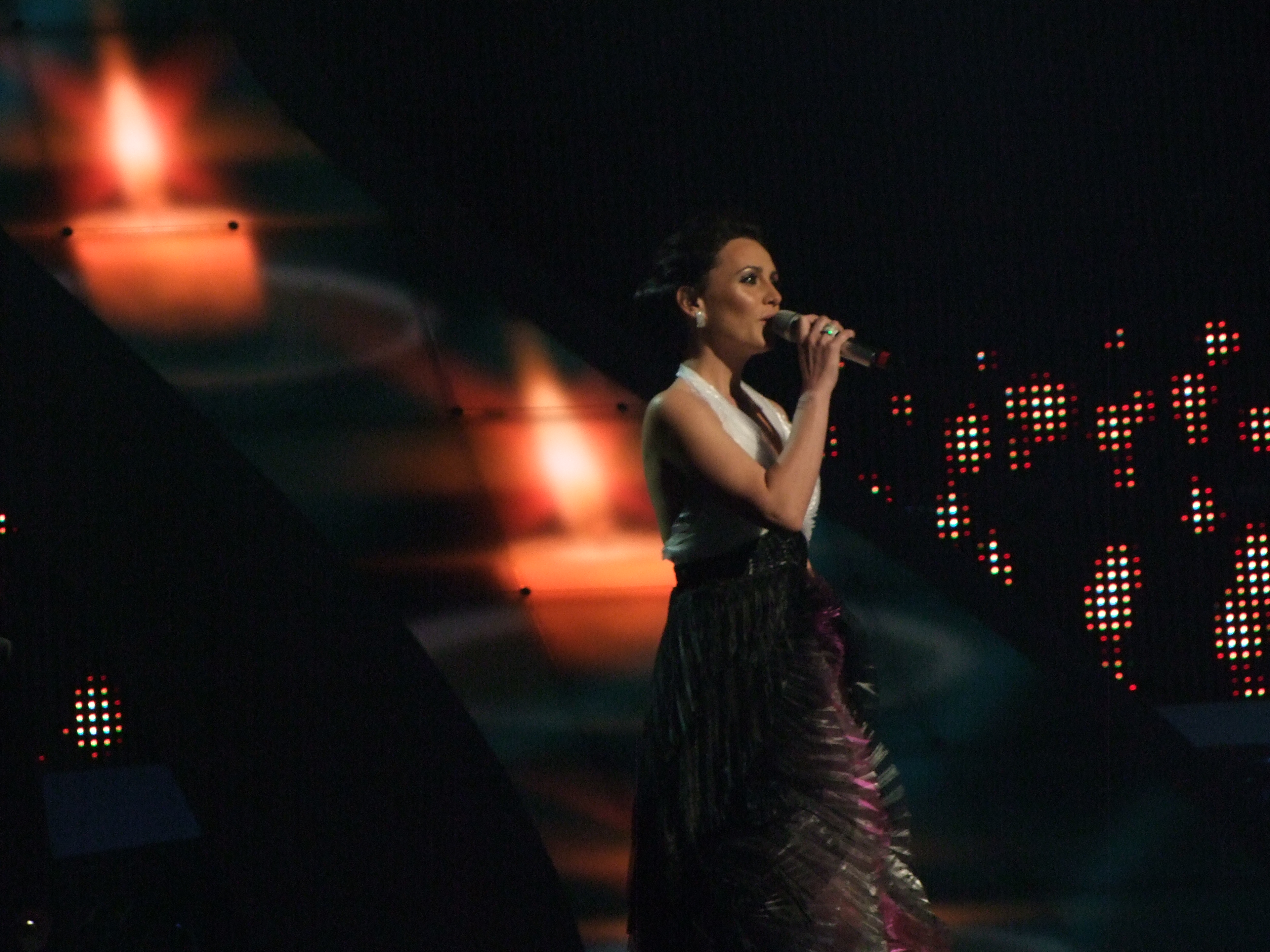
Csézy em Belgrado (2008)
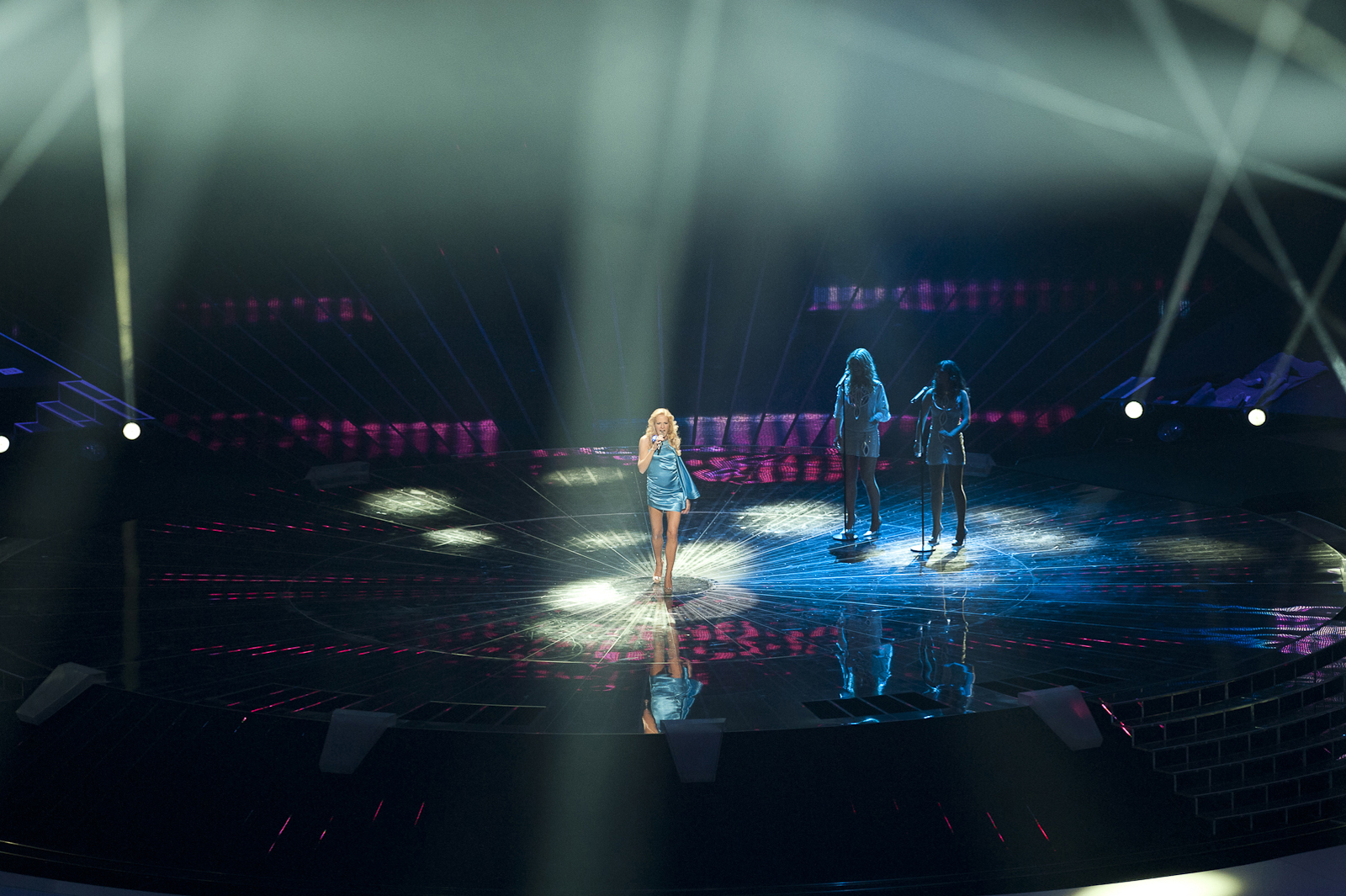
Kati Wolf em Düsseldorf (2011)
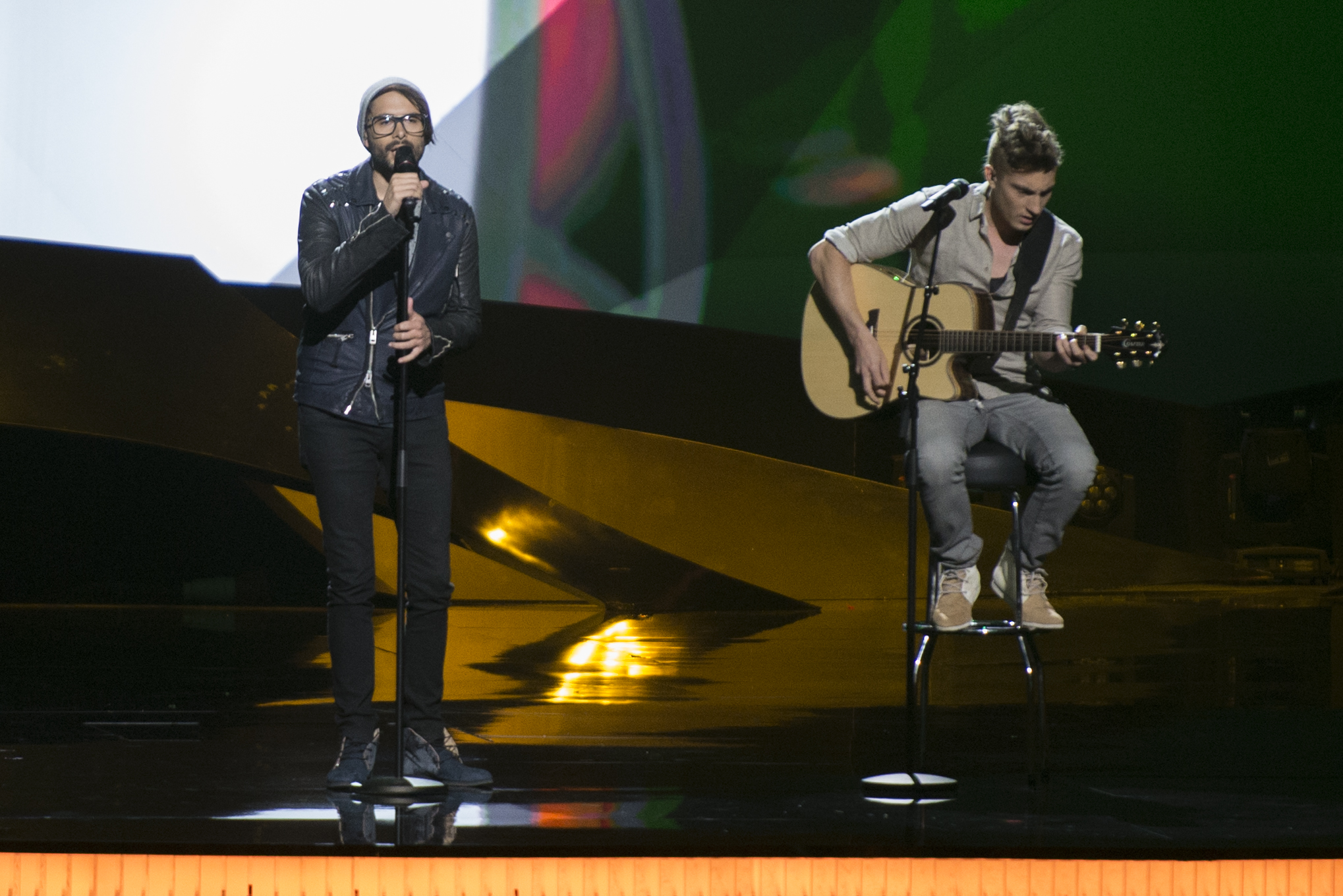
ByeAlex em Malmö (2013)
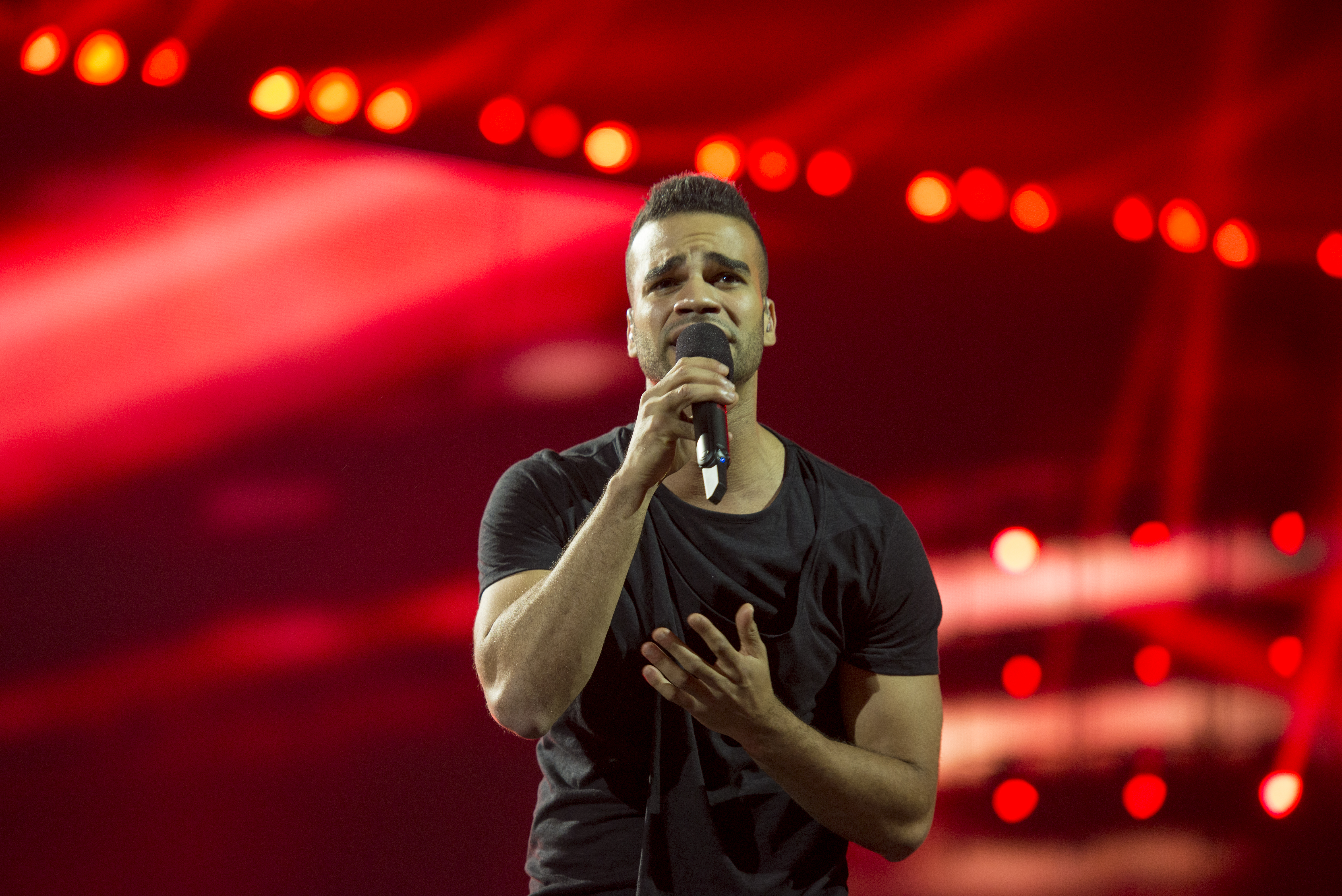
András Kállay-Saunders em Copenhaga (2014)
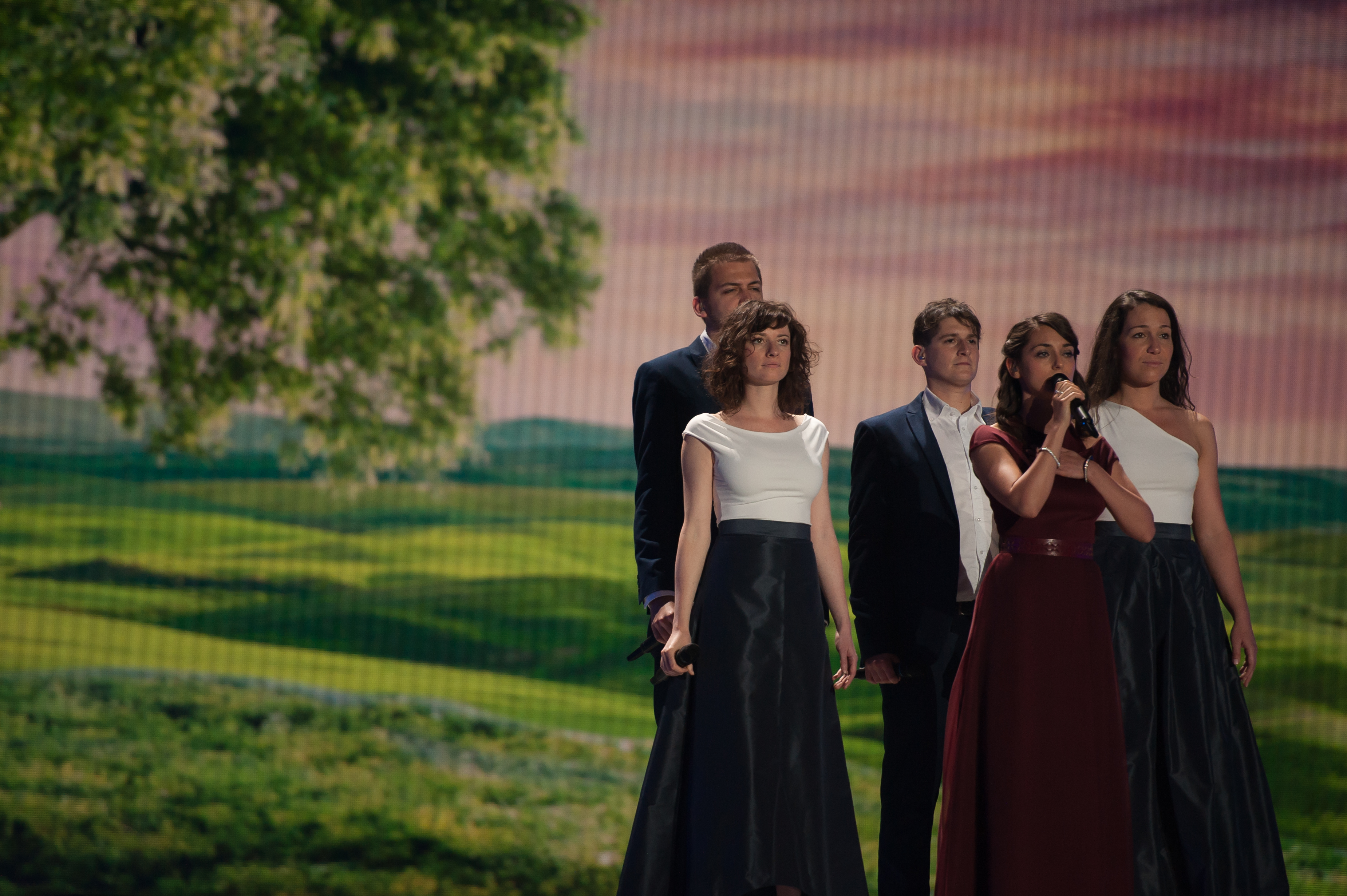
Boggie em Viena (2015)
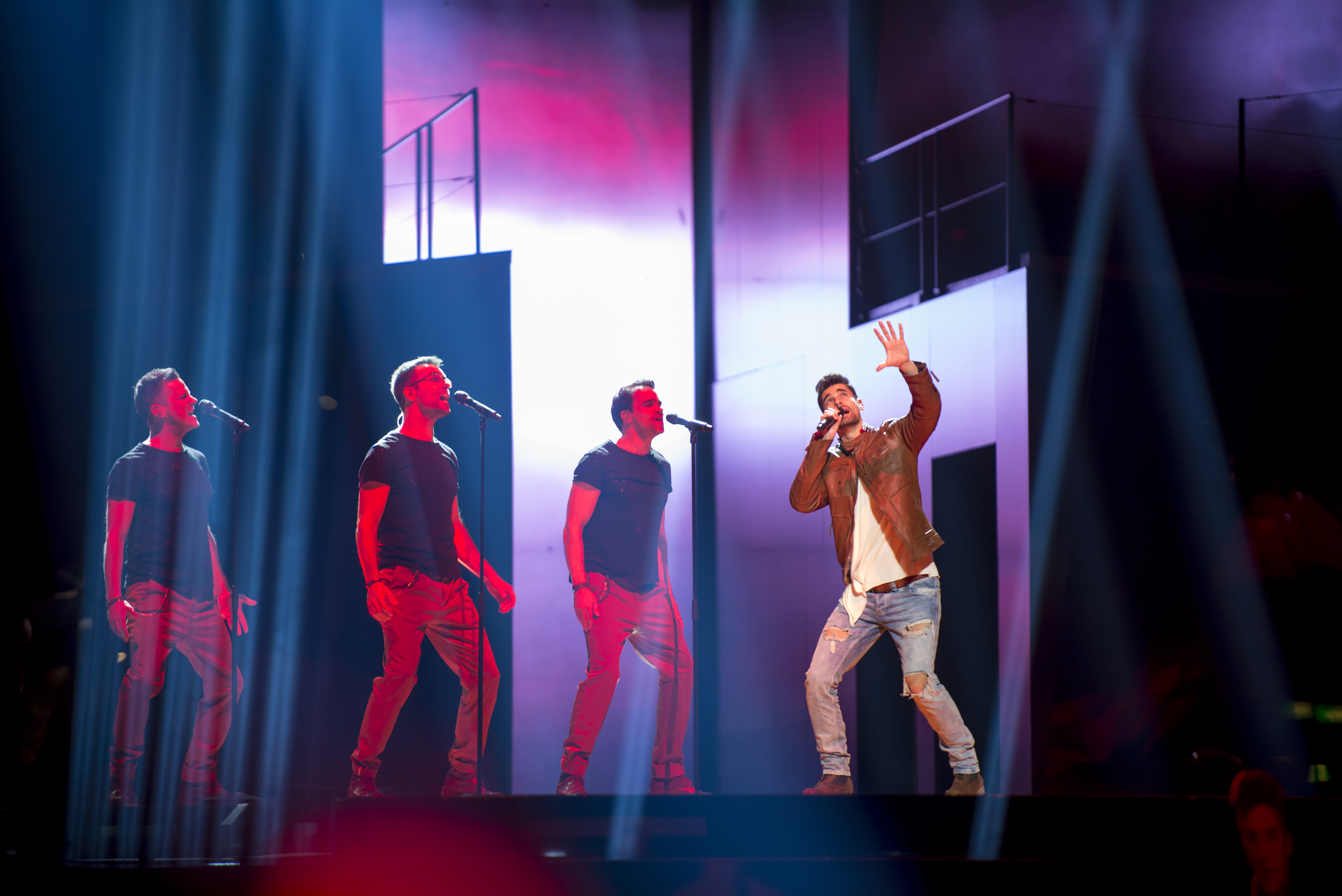
Freddie em Estocolmo (2016)
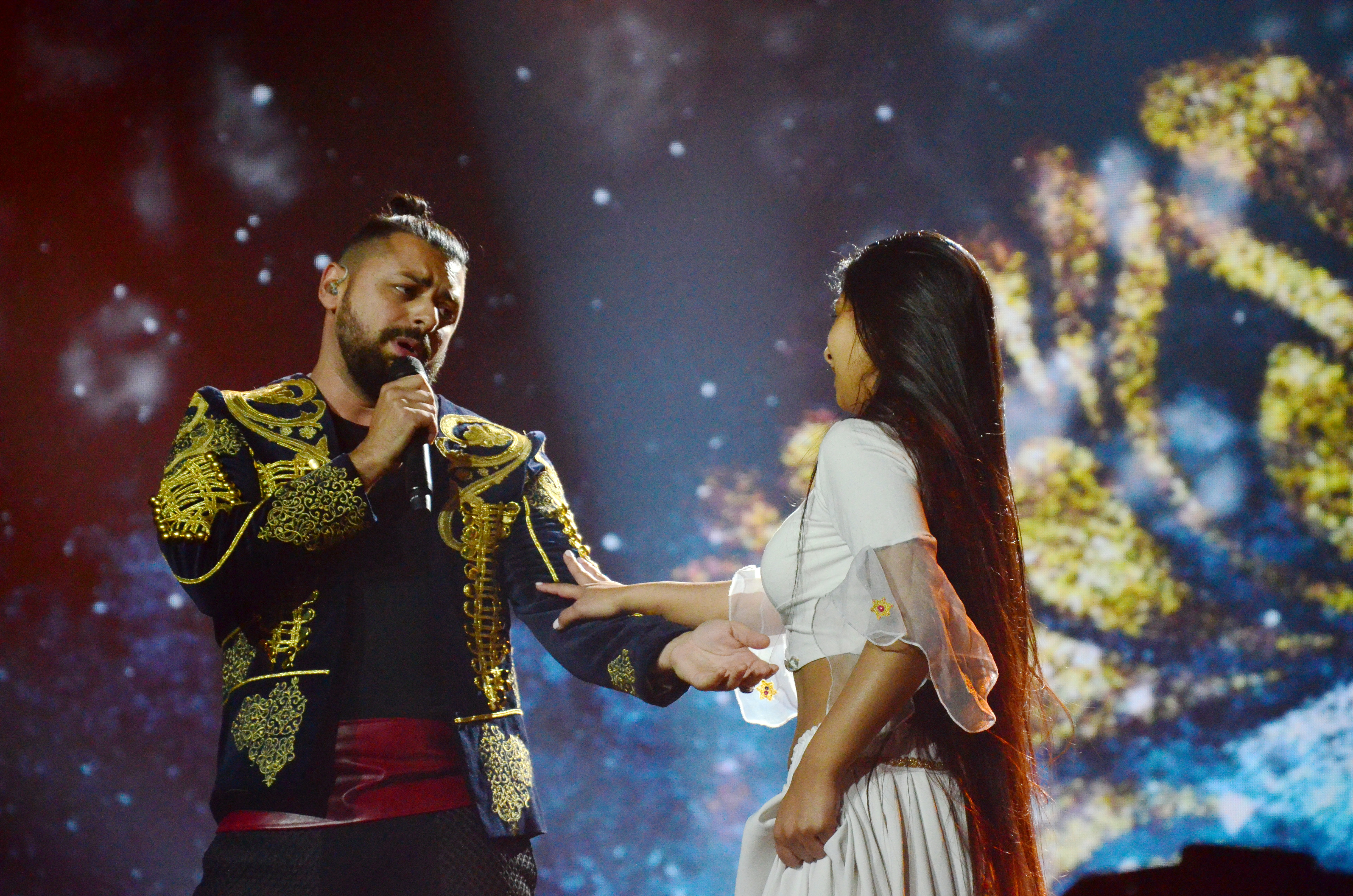
Joci Pápai em Kiev (2017)

## Participações
Legenda
     Vencedor
     2.º lugar
     3.º lugar
     Pontuação Nula ("Null Points")/Último Lugar
     Melhor classificação (fora do top 3)
     Qualificação para a final (fora do top 3)
     País-anfitrião
     Desclassificado
| #                                | Ano             | Artista                | Canção                                                             | Língua           | Final             | Pontos            | Semi            | Pontos          |                |
| -------------------------------- | --------------- | ---------------------- | ------------------------------------------------------------------ | ---------------- | ----------------- | ----------------- | --------------- | --------------- | -------------- |
|                                  | Ljubljana 1993  | Andrea Szulák          | "Árva reggel" Manhã solitária                                      | Húngaro          | Não se qualificou | Não se qualificou | 6º              | 44              |                |
| 1º                               | Dublin 1994     | Friderika Bayer        | "Kinek mondjam el vétkeimet?" A quem posso contar os meus pecados? | Húngaro          | 4º                | 122               | Sem semi-finais | Sem semi-finais |                |
| 2º                               | Dublin 1995     | Csaba Szigeti          | "Új név a régi ház falán" Um novo nome no muro da casa velha       | Húngaro          | 22º               | 3                 | Sem semi-finais | Sem semi-finais |                |
|                                  | Oslo 1996       | Gjon Delhusa           | "Fortuna"                                                          | Húngaro          | Não se qualificou | Não se qualificou | 23º             | 26              |                |
| 3º                               | Dublin 1997     | V.I.P.                 | "Miért kell, hogy elmenj?" Porque é que tens de partir?            | Húngaro          | 12º               | 39                | Sem semi-finais | Sem semi-finais |                |
| 4º                               | Birmingham 1998 | Charlie                | "A holnap már nem lesz szomorú" A tristeza acabará amanhã          | Húngaro          | 23º               | 4                 | Sem semi-finais | Sem semi-finais |                |
| Não participou entre 1999 e 2004 |                 |                        |                                                                    |                  |                   |                   |                 |                 |                |
| 5º                               | Kiev 2005       | NOX                    | "Forogj, világ!" Gira, Mundo!                                      | Húngaro          | 12º               | 97                | 5º              | 167             |                |
|                                  | Atenas 2006     | Não participou         | Não participou                                                     | Não participou   | Não participou    | Não participou    | Não participou  | Não participou  | Não participou |
| 6º                               | Helsínquia 2007 | Magdi Rúzsa            | "Unsubstantial Blues" Blues sem substância                         | Inglês           | 9º                | 128               | 2º              | 224             |                |
| 7º                               | Belgrado 2008   | Csézy                  | "Candlelight" Luz de vela                                          | Inglês & Húngaro | Não se qualificou | Não se qualificou | 19º             | 6               |                |
| 8º                               | Moscovo 2009    | Zoli Ádok              | "Dance with Me" Dança Comigo                                       | Inglês           | Não se qualificou | Não se qualificou | 15º             | 16              |                |
|                                  | Bærum 2010      | Não participou         | Não participou                                                     | Não participou   | Não participou    | Não participou    | Não participou  | Não participou  | Não participou |
| 9º                               | Düsseldorf 2011 | Kati Wolf              | "What About My Dreams?" E os meus Sonhos?                          | Inglês & Húngaro | 22º               | 53                | 7º              | 72              |                |
| 10º                              | Baku 2012       | Compact Disco          | "Sound of our Hearts" O som de nossos corações                     | Inglês           | 24º               | 19                | 10º             | 52              |                |
| 11º                              | Malmö 2013      | ByeAlex                | "Kedvesem" Minha querida                                           | Húngaro          | 10º               | 84                | 8º              | 66              |                |
| 12º                              | Copenhaga 2014  | András Kállay-Saunders | "Running" A correr                                                 | Inglês           | 5º                | 143               | 3º              | 127             |                |
| 13º                              | Viena 2015      | Boggie                 | "Wars for Nothing" Guerras para nada                               | Inglês           | 20º               | 19                | 8º              | 67              |                |
| 14º                              | Estocolmo 2016  | Freddie                | "Pioneer" Pioneiro                                                 | Inglês           | 19º               | 108               | 4º              | 197             |                |
| 15º                              | Kiev 2017       | Joci Pápai             | "Origo" Origens                                                    | Húngaro          | 8º                | 200               | 2º              | 231             |                |
| 16º                              | Lisboa 2018     | AWS                    | "Viszlát nyár" Adeus, Verão                                        | Húngaro          | 21º               | 93                | 10º             | 111             |                |
| 17º                              | Tel Aviv 2019   | Joci Pápai             | "Az én apám" O meu pai                                             | Húngaro          | Não se qualificou | Não se qualificou | 12º             | 97              |                |
| Não participa desde 2021         |                 |                        |                                                                    |                  |                   |                   |                 |                 |                |

| Ano             | Artista                | Canção                  | Final             | Final             | Final             | Final             | Final             | Final             | Semi            | Semi            | Semi            | Semi            | Semi | Semi   |
| Ano             | Artista                | Canção                  | Tlv.              | Pontos            | Júri              | Pontos            | Cl.               | Pontos            | Tlv.            | Pontos          | Júri            | Pontos          | Cl.  | Pontos |
| --------------- | ---------------------- | ----------------------- | ----------------- | ----------------- | ----------------- | ----------------- | ----------------- | ----------------- | --------------- | --------------- | --------------- | --------------- | ---- | ------ |
| Moscovo 2009    | Zoli Ádok              | "Dance with Me"         | Não se qualificou | Não se qualificou | Não se qualificou | Não se qualificou | Não se qualificou | Não se qualificou | Apenas televoto | Apenas televoto | Apenas televoto | Apenas televoto | 15º  | 16     |
| Düsseldorf 2011 | Kati Wolf              | "What About My Dreams?" | 17º               | 64                | 21º               | 60                | 22º               | 53                | 8º              | 73              | 10º             | 65              | 7º   | 72     |
| Baku 2012       | Compact Disco          | "Sound of our Hearts"   | 22º               | 20                | 23º               | 30                | 24º               | 19                | 11º             | 39              | 7º              | 76              | 10º  | 52     |
| Malmö 2013      | ByeAlex                | "Kedvesem"              | 8º                | 8.19              | 21º               | 15.59             | 10º               | 84                | 8º              | 8.39            | 11º             | 8.55            | 8º   | 66     |
| Copenhaga 2014  | András Kállay-Saunders | "Running"               | 10º               | 98                | 4º                | 138               | 5º                | 143               | 2º              | 125             | 3º              | 122             | 3º   | 127    |
| Viena 2015      | Boggie                 | "Wars for Nothing"      | 22º               | 21                | 18º               | 29                | 20º               | 19                | 11º             | 50              | 6º              | 70              | 8º   | 67     |
| Estocolmo 2016  | Freddie                | "Pioneer"               | 14º               | 56                | 18º               | 52                | 19º               | 108               | 3º              | 119             | 8º              | 78              | 4º   | 197    |
| Kiev 2017       | Joci Pápai             | "Origo"                 | 7º                | 152               | 17º               | 48                | 8º                | 200               | 2º              | 165             | 7º              | 66              | 2º   | 231    |
| Lisboa 2018     | AWS                    | "Viszlát nyár"          | 15º               | 65                | 22º               | 28                | 21º               | 93                | 5º              | 88              | 13º             | 23              | 10º  | 111    |
| Tel Aviv 2019   | Joci Pápai             | "Az én apám"            | Não se qualificou | Não se qualificou | Não se qualificou | Não se qualificou | Não se qualificou | Não se qualificou | 14º             | 32              | 9º              | 65              | 12º  | 97     |

## Maestros
| Ano(s) | Maestro                        |
| ------ | ------------------------------ |
| 1993   | Petar Ugrin (semifinal)        |
| 1994   | Péter Wolf                     |
| 1995   | Miklós Malek                   |
| 1996   | Não se qualificou para a final |
| 1997   | Péter Wolf                     |
| 1998   | Miklós Malek                   |

## Historial de votação
| Hungria deu mais pontos a: | Hungria deu mais pontos a: | Hungria deu mais pontos a: |
| Rank                       | País                       | Pontos                     |
| -------------------------- | -------------------------- | -------------------------- |
| 1                          | Azerbaijão                 | 103                        |
| 2                          | Rússia                     | 95                         |
| 3                          | Países Baixos              | 90                         |
| 4                          | Islândia                   | 86                         |
| 5                          | Suécia                     | 77                         |

| Hungria recebeu mais pontos de: | Hungria recebeu mais pontos de: | Hungria recebeu mais pontos de: |
| Rank                            | País                            | Pontos                          |
| ------------------------------- | ------------------------------- | ------------------------------- |
| 1                               | Sérvia                          | 114                             |
| 2                               | Roménia                         | 113                             |
| 3                               | Croácia                         | 112                             |
| 4                               | Finlândia                       | 103                             |
| 5                               | Estónia                         | 96                              |

## Comentadores e porta-vozes
| Ano(s)      | Comentador                                 | Porta-voz          | Estação de televisão |
| ----------- | ------------------------------------------ | ------------------ | -------------------- |
| 1992        | István Vágó                                | Não participou     | M1                   |
| 1993        | István Vágó                                | Não passou à final | M1                   |
| 1994        | István Vágó                                | Iván Bradányi      | M2                   |
| 1995        | István Vágó                                | Katalin Bogyay     | M1                   |
| 1996        | István Vágó                                | Não passou à final | M2                   |
| 1997        | István Vágó                                | Gyöngyi Albert     | M1                   |
| 1998        | Gábor Gundel Takács                        | Barna Héder        | M1                   |
| 1999 – 2004 | Não transmitiu                             | Não participou     | —                    |
| 2005        | Zsuzsa Demcsák, András Fáber, Dávid Szántó | Zsuzsa Demcsák     | M1                   |
| 2006        | Não transmitiu                             | Não participou     | —                    |
| 2007        | Gábor Gundel Takács                        | Éva Novodomszky    | M1                   |
| 2008        | Gábor Gundel Takács                        | Éva Novodomszky    | M1                   |
| 2009        | Gábor Gundel Takács                        | Éva Novodomszky    | M1 HD                |
| 2010        | Zsolt Jeszenszky                           | Não participou     | Duna HD              |
| 2011        | Gábor Gundel Takács                        | Éva Novodomszky    | M1 HD                |
| 2012        | Gábor Gundel Takács                        | Éva Novodomszky    | M1 HD                |
| 2013        | Gábor Gundel Takács                        | Éva Novodomszky    | M1 HD                |
| 2014        | Gábor Gundel Takács                        | Éva Novodomszky    | M1 HD                |
| 2015        | Gábor Gundel Takács                        | Csilla Tatár       | Duna HD              |
| 2016        | Gábor Gundel Takács                        | Csilla Tatár       | Duna HD              |
| 2017        | Krisztina Rátonyi e Freddie                | Csilla Tatár       | Duna HD              |

## Prémios recebidos

### Marcel Bezençon Awards
Prémio Compositor
| Ano  | Canção                | Compositor(es) Letra (l) / Música (m) | Artista     | Resultado na final | Pontos | Anfitriã   |
| ---- | --------------------- | ------------------------------------- | ----------- | ------------------ | ------ | ---------- |
| 2007 | "Unsubstantial Blues" | Magdi Rúzsa (m), Imre Mózsik (l)      | Magdi Rúzsa | 9º                 | 128    | Helsínquia |

### OGAE
| Ano  | Canção                  | Artista(s) | Classificação Final | Resultado Final |
| ---- | ----------------------- | ---------- | ------------------- | --------------- |
| 2011 | "What About My Dreams?" | Kati Wolf  | 22º                 | 53              |